# Campylopus brevipilus
Campylopus brevipilus là một loài Rêu trong họ Dicranaceae. Loài này được Bruch & Schimp. mô tả khoa học đầu tiên năm 1847.